# Станіслав Сочивиця
Станіслав «Станко» Сочивиця [a] (прибл. 1715—1777 рр.) — сербський гайдук (розбійник), діяв на османських територіях на Західних Балканах (санджаки Герцеговини, Боснії та Чорногорії). Народився в селі неподалік від Білечі, його родина володіла фермою, яка підпорядковувалася суворій родині османських беїв. Після вбивства беїв і отримання зібраних ними податків сім'я згодом переїхала до Венеціанської Далмації, звідки Сочивиця та його брати почали розбій. Після десятиліть розбою та захоплення його дружини й дітей він пішов на службу до Габсбурзької монархії, де його призначив командиром пандурів сам імператор Йосиф II у 1775 році.

## Життєпис

### Походження та молодість
Сочивиця народився в прибл. 1715 в селі Сімійова на північний захід від Білечі в санджаку Герцеговини (Османська імперія). Іван Ловрич (1756—1777) написав біографію Сочивиці, тоді як історія його життя була згадана Альберто Фортісом (1741—1803) на основі власної розповіді Сочивиці. Він був нормального зросту, мав довгасте обличчя та блакитні очі. Його батько, Вук, був фермером, землею якого володіла сумновідома родина багатих турків Уметалчичів, які були дуже суворі до родини: вони не тільки постійно ображали їх, але й жорстоко били. Станко, бурхливий і лютий, разом зі своїми трьома братами замишляв проти своїх панів, але їхній батько, який був м'яким і миролюбним, кілька років радив їм не діяти. Двох його братів звали Ілія та Микола.
Три брати Уметалчичі, вирушивши з Поплату (Берковичі) до сусідньої Враньська, щоб зібрати харадж (податок), випадково вирішили зупинитися на хуторі Сочивиців, маючи з собою гаманець із 18 000 пайетами, які вони зібрали дорогою. Станко переконав своїх двох братів, що це шанс помститися і збагатитися, і умовив їх убити трьох гостей. Потім вони закопали їх у глибокій канаві біля ферми.
Після вбивств родина не втекла; у відповідь паша Требіньє та капітан гвардії заарештували до 50 християн, деяких з них стратили, інших зробили рабами, але підозра на братів не впала. Однак приблизно через рік виникли деякі сумніви. Поспішність Станка та сума грошей, яка раптово з'явилася, змусили їх покинути дім і втікати. Їхній батько помер дорогою.

### Імотський

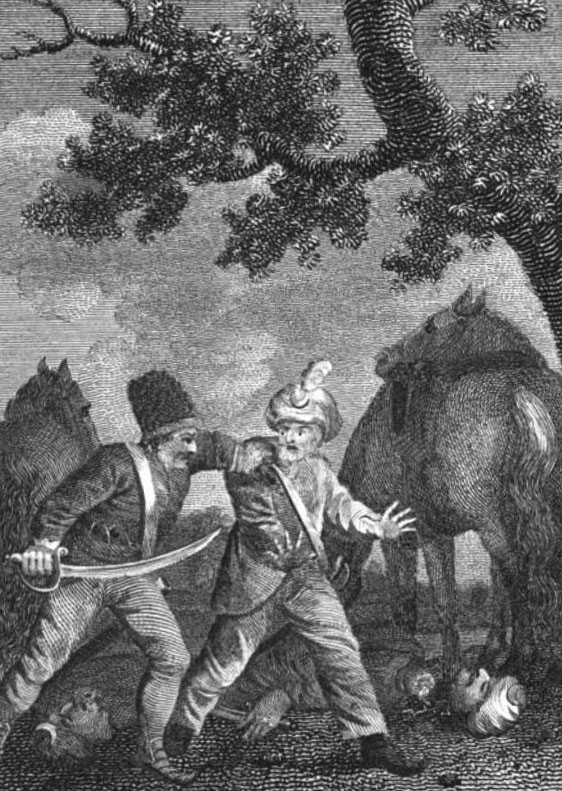
Сочивиця вбиває турка.

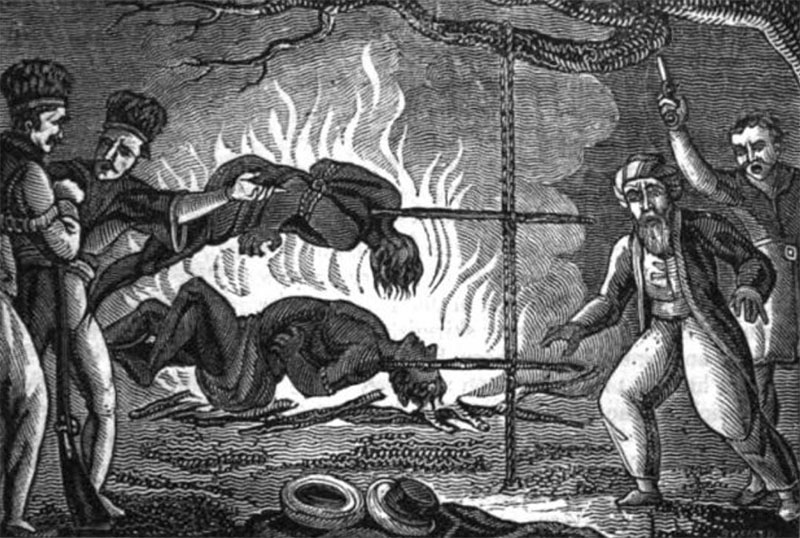
Люди Сочивиці смажать турецьких полонених.

Сім'я прибула до Імотського, який на той час перебував під суверенітетом Венеціанської республіки (Венеціанська Далмація), і в 1745 році побудувала будинок і відкрила магазин із чудовими та дорогими товарами на османські гроші. Купецьке життя не влаштовувало активність Станка, тому він із оточенням із 10 осіб повернувся до Чорногорії, де протягом літа винищив 40 турків. Вважається, що він ніколи не образив підданих Венеції чи Австрії, а повністю спрямував свою лють проти турецького народу.
Після кількох експедицій, до яких приєднався один із його братів, він повернувся до Імотського, де прожив 9 років, працюючи в торгівлі, заснованій його родиною. Він час від часу здійснював походи та вбивав турків. Один із його братів був у ватазі разом із видатним гайдуком Лазарем Пецирепом. Станіслав Сочивиця та Лазар Пециреп були найвидатнішими гайдуками свого часу.

### Вбивство брата
Брат Сочивиці, який супроводжував його в походах, приєднався до гайдуків і став побратимом з православним морлахом. Морлах зрадив його, видавши туркам, де його замучили до смерті. Дізнавшись про це, Сочивиця пішов до будинку побратима, де його прийняв батько. Батько намагався виграти час, але Сочивиця вбив його і знайшов зброю. Він сховався, щоб спостерігати за зрадою побратима, і, отримавши докази, зібрав друзів, оточив і підпалив будинок, вбивши 17 людей. Османи почали переслідувати Сочивицю, який і далі вчиняв убивства й пограбування.

### Карловці
Оскільки його переслідували з усіх боків, він разом із родиною переїхав до Сремських Карловців, у Військовому кордоні Габсбурзької Австрії (сучасна Сербія). Там він жив невинним життям 3 роки разом зі своїми двома братами, дружиною, сином і донькою.
Невідома особа зрадила його паші, який убив його брата. Дружину і дітей також схопили. Трьох братів Сочивиць ув'язнили у форті за Удбіною, а потім доставили до паші Травника. Їм запропонували навернення в іслам або смерть. Двоє братів прийняли іслам і були звільнені, один з них став агою. Станіслав, відомий антагонізмом до османів, залишився ув'язненим. Його брати втекли, і паша скасував навернення Станіслава, наказавши суворіше ув'язнення. Станіслав обіцяв показати скарби в обмін на привілеї, але протягом місяця водив охоронців у різні місця без результату. 26 листопада 1758 року Сочивиця та його сім'ю заманили до ефенді, але він втік під час подорожі. Він намагався домовитися про звільнення сім'ї, але безуспішно. Він навіть написав паші листа, прохаючи видати, з погрозами: «Якщо ви відмовитеся, очікуйте від мене всього, на що здатний відчай. Я зберу своїх друзів, знищу ваше майно, пограбую ваших купців і вб'ю кожного турка, який потрапить до моїх рук.»
Паша не звернув уваги на лист, і Станко вирішив виконати свою обітницю. Він спустошив країну, і люди були змушені просити пашу про допомогу, повернувши його дружину та дітей. Однак паша залишився невблаганним.

### Пізні роки
Люди Сочивиці захопили турка, який раніше допоміг одному з його братів втекти. Брат Сочивиці, всупереч отаману та іншим гайдукам, поки Станко молився, відпустив турка зі вдячності. Це обурило інших гайдуків, і один з племінників вдарив брата. У відповідь брат вбив племінника на місці. Сочивиця вигнав брата, а після похорону племінника відчув таке приниження, що вирішив піти у відставку.
Однак його звички було не так легко змінити. Після короткої відставки він відновив бандитизм, грабував на дорозі. Після численних убивств і пограбувань він мав лише 600 пайетів, які він довірив другові та двоюрідному братові, однак обидва втекли з грошима.
Пізніше, у 1775 році, імператор Йосиф II, проїжджаючи повз Грацах, де проживав Сочивиця, побажав його побачити. Йосиф II привів його й допитав, змусив повторити головні події свого життя, потім дав йому значну суму грошей і призначив його гарамбашою пандурів. Він жив у Ґразах у 1777 році, у той час, коли була написана його біографія. У 1800 році не було відомо, чи він помер.

## Сім'я
Станко домігся звільнення дружини та сина з османського полону в Травнику та перевезення їх до сербського православного монастиря Драгович на території Венеції, де чернець навчив свого сина читати й писати. 

## Спадщина

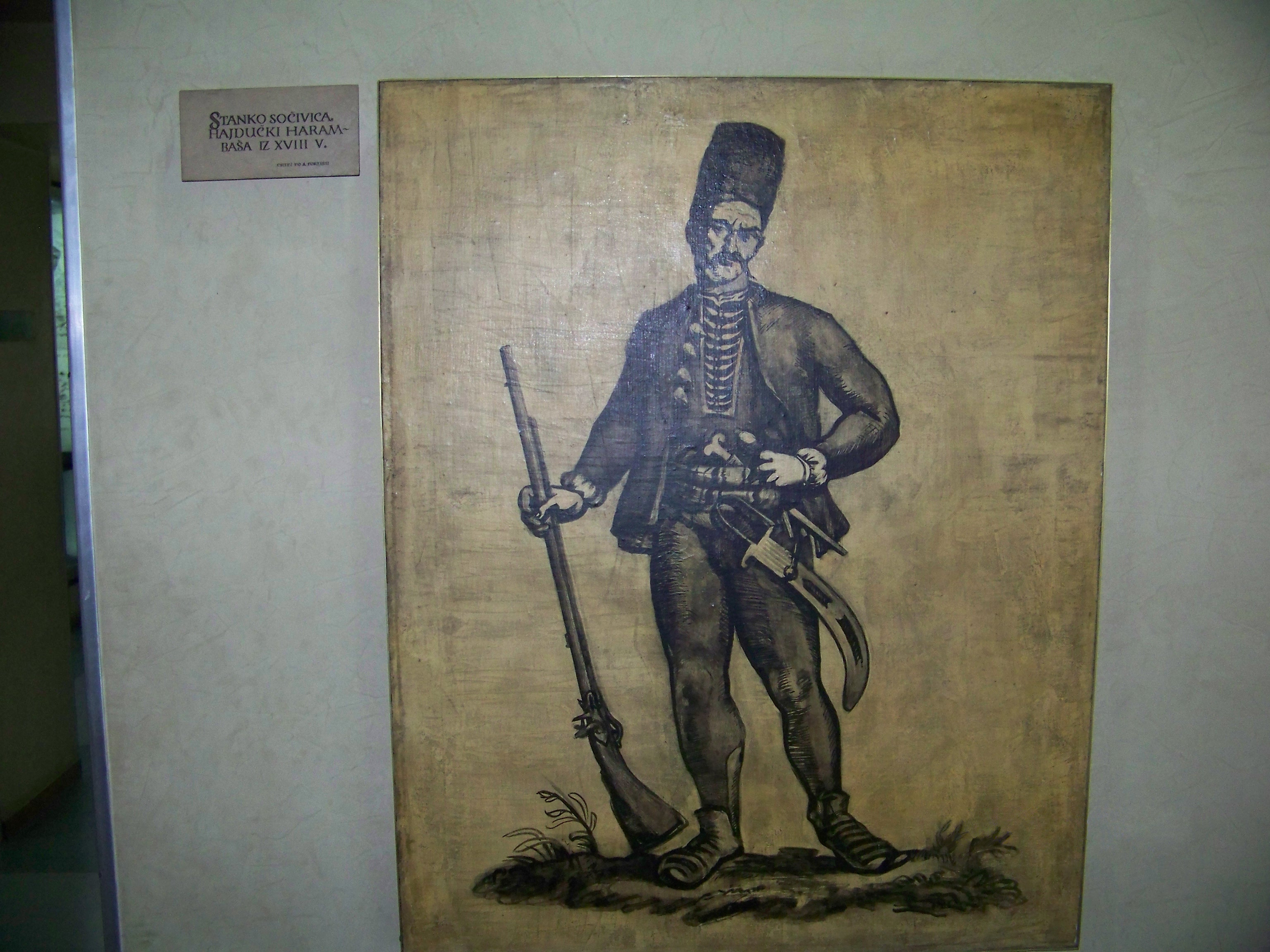
Портрет Сочівиця у Військовому музеї (Белград).

Його життя було темою книги далматинського письменника Івана Ловріча (1776). Він був відомий у морлацькій народній поезії. Він також згадується в «Гірському вінку» Петара II Петровича-Негоша, шедевра чорногорської літератури.